# 非洲地松鼠族
非洲地松鼠族（Xerini）是一類生活於非洲的松鼠科動物，其下含有非洲地松鼠屬（Xerus），這類動物完全棲息於地面或地下。